# Gems Televisión
Gems Televisión fue un canal de televisión por suscripción con sede en Miami, orientado al público femenino.

## Historia
El canal fue creado el 1 de abril de 1993 por Gary McBride, sus propietarios eran Cox Communications y Empresas 1BC.
En marzo de 1999, adquirió El Canal de la Mujer, una de las primeras señales de cable de producción argentina dirigida a un público específico de mujeres que llevaba diez años en el aire. Dicha señal fue fundada por la operadora de cable VCC, que luego fue vendida a Cablevisión y Multicanal. Luego de la adquisición, El Canal de la Mujer pasó a ser un bloque de Gems Televisión, emitiendo algunos ciclos originales heredados de la señal absorbida.
En mayo de 2000, Telemundo, Liberty Global y el fondo de inversiones Hicks, Muse, Tate & Furst adquirieron la señal, y desde entonces, la empresa argentina Pramer (subsidiaria de Liberty Global) comenzó a operar y representar la señal desde Buenos Aires. En el mismo año, el canal es adquirido por Pramer, y desde entonces, la empresa argentina comenzó a operar y representar la señal desde Buenos Aires.
El 1 de julio de 2002, el canal dejó de transmitir y fue reemplazado por Cosmopolitan TV, un canal creado en conjunto entre Hearst Corporation y Pramer.

## Programación
Entre su programación se destacaban telenovelas de toda Latinoamérica, como Atrévete y Cristal. En su programación tenía gran cantidad de novelas argentinas como Nano o Nueve Lunas, mexicanas, brasileñas y venezolanas como Abigaíl y programas de interés general enfocado en las mujeres. Las conductoras de televisión más importantes de Latinoamérica tuvieron aire en Gems Televisión, como Cristina Saralegui con su programa El Show de Cristina y Susana Giménez con su show Hola Susana.